# Inamorata (entreprise)
Ne doit pas être confondu avec Inamorata (album).
Inamorata (initialement Inamorata Swim) est une marque créée par le mannequin Emily Ratajkowski lançant une collection de maillots de bain ainsi que des sous-vêtements féminins.
Le 9 novembre 2017, Harper's Bazaar UK publie une story sur leur compte Instagram à propos du lancement imminent de la marque. 
Emrata Holdings LLC acquiert la marque Inamorata en août 2017. 
Le site inamorataswim.com est mis en ligne le 16 novembre 2017 avec seulement trois pièces de bikinis vendus séparément ainsi que trois maillots de bain une pièce. Les prix vont de 75 $ à 160 $. 
Le site de la marque change de nom en inamoratawoman en février 2019 en lançant une collection de sous-vêtements féminins.
Le mot « Inamorata » vient de l'italien qui signifie « une femme dont quelqu'un en est amoureux ».